# Вознесення (Нижньогородська область)
Вознесення (рос. Вознесенье) — село в Ветлузькому районі Нижньогородської області Російської Федерації.
Населення становить 15 осіб. Входить до складу муніципального утворення Крутцовська сільрада.

## Історія
Від 2009 року входить до складу муніципального утворення Крутцовська сільрада.

## Населення
| 1999 | 2002 | 2010 |
| ---- | ---- | ---- |
| 37   | ↘28  | ↘15  |